# Véra Markels
Eugénie Véra Markels, née le 7 juillet 1910 à Kiev (Ukraine) et morte le 20 septembre 2004 à Cormeilles-en-Parisis, est une actrice française d'origine russe.

## Théâtre
- 1932 : L'Ombre, pièce en 2 actes de Simone-Camille Sans, au théâtre de l'Atelier (26 janvier) : Isaure de Saverdun[2]
- 1933 : Prière pour les vivants, pièce en 3 actes et 9 tableaux de Jacques Deval, au théâtre de l'Athénée (27 septembre) : Mlle Sureau[3]
- 1933 : Pétrus, comédie en 3 actes de Marcel Achard, mise en scène de Louis Jouvet, à la Comédie des Champs-Élysées (8 décembre) : Arlette[4]
- 1935 : Étienne, comédie en 3 actes de Jacques Deval, au théâtre Saint-Georges (4 janvier) : Vassia Poustiano

## Filmographie
- 1932 : Suzanne de Léo Joannon et Raymond Rouleau : Monique
- 1932 : Tour de chant d'Alberto Cavalcanti
- 1932 : L'Éternelle chanson de Robert Vernay
- 1932 : La Voix sans visage de Leo Mittler
- 1933 : Étienne de Jean Tarride : Vassia Poustiano
- 1934 : Casanova de René Barberis : la femme du gouverneur
- 1935 : Vogue, mon cœur de Jacques Daroy : la princesse Olga Nitchevine
- 1935 : Bibi-la-Purée de Léo Joannon
- 1935 : Le Clown Bux de Jacques Natanson (non créditée)[5]